# Richtweg (metropolitana di Amburgo)
La stazione di Richtweg è una stazione della metropolitana di Amburgo, servita dalla linea U1.

Si tratta di una stazione di superficie, posta sulla tratta extraurbana per Norderstedt.

## Storia
La prima stazione di Richtweg, sulla linea ferroviaria Alsternordbahn, fu attivata nel 1953.

Nel 1996 la linea ferroviaria venne trasformata in metropolitana. La stazione di Richtweg venne pertanto completamente ricostruita, assumendo l'aspetto attuale.

## Strutture e impianti
Si tratta di una stazione fornita di due binari, uno per ogni senso di marcia, serviti da due banchine laterali collegate da un sovrappassaggio.